# Mătrici
Mătrici (węg. Nyárádköszvényes) – wieś w Rumunii, w okręgu Marusza, w gminie Eremitu. W 2011 roku liczyła 903 mieszkańców.